# 出光計助
出光 計助（いでみつ けいすけ、1900年6月24日 - 1994年1月8日）は、日本の実業家。出光興産第2代社長。石油連盟会長も務め、勲二等旭日重光章を受章した。

## 人物
出光興産の創業者である出光佐三の末弟。出光謙介元出光興産厚生年金基金理事長は長男。株式公開や脱創業家を行い、出光家出身の最後の社長となった出光昭第7代出光興産社長は二男。
福岡県の生まれ。旧制東筑中学（のちの福岡県立東筑高等学校）、旧制東京商科大学（のちの一橋大学）卒業。内池廉吉ゼミ出身。卒業後南満洲鉄道に入社。
系列の鉄鋼会社や商社を経て、戦後、兄である出光佐三社長に勧められ出光興産入社。
1952年に専務を務めていた際、石油メジャーから原油購入を拒否されていたモハンマド・モサッデク政権下のイランに渡航、原油購入契約を締結、自社タンカーの日章丸でイギリス海軍の海上封鎖を突破してイラン原油を日本に持ち帰り、世界の注目を集めた（日章丸事件）。
出光興産副社長を経て、出光佐三の後継社長として1966年に出光興産第2代社長に就任。1972年会長。油田開発の重要性を主張し、1972年国内最大の油田であった新潟県の阿賀沖油ガス田の開発を成功させたほか、中華人民共和国、東南アジアでの油田開発を行った。
1972年に中華人民共和国の周恩来首相と会見し、1973年に大慶油田の原油の輸入を行う。
1985年 勲二等旭日重光章を受章する。
1994年1月8日東京都渋谷区神山町の自宅で老衰のため逝去、享年93。東京都港区芝公園の増上寺で社葬（葬儀委員長出光裕治社長）が行われ、友人代表として石橋幹一郎ブリヂストン名誉会長が弔辞を読み上げたほか、大沢秀次郎日本石油（のちのENEOS）社長、岡部敬一郎コスモ石油社長、長島一成ジャパンエナジー（のちのENEOS）社長、小長啓一アラビア石油社長らが参列した。

## 略歴
- 1900年 福岡県出身
- 1966年 出光興産社長
- 1969年 - 1971年 石油連盟会長
- 1972年 出光興産会長
- 1977年 出光興産取締役相談役
- 1985年 勲二等旭日重光章受章
- 1994年 死去。93歳没。